# Thomas Morley
Thomas Morley (Norwich, 1557 of 1558 - Londen, oktober 1602) was een Brits componist.
Morley was de zoon van een brouwer, en diende als koorknaap in de kathedraal van Norwich, waar hij in 1583 organist werd. Hij valt ook als „muzikant“ terug te vinden in de registers van de St Helen's-parochie in Bishopsgate. In 1589 werd hij organist in St Paul's Cathedral, nadat hij in 1588 in Oxford een graad in de muziek had behaald. Uiteindelijk werd hij in 1592 tot Gentleman van de Chapel Royal benoemd. In 1596 verkreeg hij het monopolie van Koningin Elizabeth op het drukken van muziekpartituren, dat voorheen aan William Byrd had toebehoord. In totaal publiceerde hij negen boeken met madrigalen, het genre waarmee hij bekend is gebleven: Morley heeft een reputatie als een virtuoos componist van lichte meerstemmige liederen. Ook vertaalde hij vele Italiaanse madrigalen naar het Engels. Het meest wordt Morley herinnerd als de samensteller van de anthologie The Triumphs of Oriana.
Morley componeerde eveneens een belangrijk pedagogisch muziekboek,  A Plaine and Easie Introduction to Practicall Musicke, uit 1597. Tot zijn bekendste liederen behoren Now is the Month of Maying, April is in my Mistress' Face en It was a Lover and his Lass, waarvan de tekst uit Shakespeares As You Like It komt. In 1600 publiceerde hij nog een boek met luitliederen voor één stem; dit genre was toen in opmars en werd vooral door Dowland beoefend. Morley zette voor de uitvaart van Elizabeth I de begrafenisriten uit het Book of Common Prayer op muziek, en deze werden gedurende de 17de eeuw standaard gezongen op begrafenissen in Westminster Abbey. Opvallend is dat van Morleys madrigalen veel Duitse vertalingen zijn overgeleverd. Zijn werk is in de 20e eeuw grotendeels door Alfred Deller herontdekt.
Liederboeken van Morley waren onder andere:
- 1593 Canzonets or Little Short Songs to Three Voyces
- 1594 Madrigalls to Foure Voyces
- 1595 The First Booke of Balletts to Fiue Voyces
- 1595 The First Booke of Canzonets to Two Voyces
- 1597 Canzonets or Little Short Aers to Fiue and Sixe Voyces
- 1601 The Triumphs of Oriana (samen met 22 andere componisten)